# Laurent Avezou
Pour les articles homonymes, voir Avezou.
 (août 2023).
Laurent Avezou est un historien français né le 2 avril 1972 à La Tronche.

## Biographie
Élève de l'École nationale des chartes, Laurent Avezou y consacre sa thèse pour le diplôme d'archiviste paléographe, soutenue en 1996, à Sully à travers l'histoire, les avatars d'un mythe politique (publiée en 2001). Il obtient en 1998 l'agrégation d'histoire, puis soutient, en 2002, une thèse de doctorat ayant pour titre La légende de Richelieu : fortune posthume d’un rôle historique, du XVIIe au XXe siècle, sous la direction de Claude Michaud à l'université Panthéon-Sorbonne. 
Il est spécialiste du devenir historiographique des figures de l'Ancien Régime et des mythes historiques en général.
Il est, depuis 2005, chargé d'enseignement à l'École du Louvre et professeur en classes préparatoires à l'École nationale des chartes au lycée Pierre-de-Fermat de Toulouse. Il y enseigne l'histoire médiévale et l'histoire moderne. En octobre 2022, il devient professeur de chaire supérieure.[réf. nécessaire]

## Ouvrages
- Sully à travers l'histoire : les avatars d'un mythe politique  (préf. Bernard Barbiche), Paris, École des chartes, coll. « Mémoires et documents de l'École des chartes » (no 58), 2001, VII-554 p. (ISBN 2-900791-39-1, présentation en ligne).
- Raconter la France : histoire d'une histoire, Paris, Armand Colin, 2008 (2e édition 2013).
- Dir. avec Françoise Hildesheimer et Christophe Vital, La Légende de Richelieu, La Roche-sur-Yon, Conseil général de la Vendée / Paris, Somogy, 2008.
- Dir. avec F. Hildesheimer, Richelieu, de l'évêque au ministre : actes du colloque tenu à Luçon le 25 avril 2008, Recherches vendéennes, n° 16 (2009).
- La France du XVIIIe siècle, Paris, Armand Colin, 2011.
- 100 questions sur les mythes de l'histoire de France, Paris, La Boétie, 2013.
- Les Institutions de la France moderne (XVe – XVIIIe siècle), Paris, Armand Colin, 2014.
- Le Beau Livre de l'Antiquité, Paris, Dunod, 2017.
- Les mythes de l'Histoire de France, Paris, Librio, 2018.
- La Fabrique de la gloire : héros et maudits de l'Histoire, Paris, P.U.F., 2020.
- Les Mythes de l'histoire de France en 100 questions, Paris, Tallandier, coll. « Texto », 2020.
- C'est quoi, la Ve République ?, Paris, Larousse, 2022.
- Collaboration à l'édition critique de Chateaubriand, Études ou Discours historiques, dir. François Hartog, Paris, Honoré Champion, 2022.
- La Fabuleuse Histoire de l'Antiquité. Des Grandes Pyramides à la chute de l'Empire romain, Paris, Dunod, 2023.
- Richelieu, au service de Sa Majesté, Paris, Calype, 2023.
- Verdun et les lieux de mémoire de la Première Guerre mondiale, Paris, Larousse, 2024.
- Sully, Bâtisseur de la France moderne, Paris, Tallandier, 2024.

## Prix
- Prix Madeleine-Lenoir 2001 de la Société de l'École des chartes pour Sully à travers l'histoire.
- Prix Hugues-Capet 2024 pour Sully, Bâtisseur de la France moderne